# Roșieni (okręg Kluż)
Roșieni – wieś w Rumunii, w okręgu Kluż, w gminie Mociu. W 2011 roku liczyła 200 mieszkańców.